# Paulo de Carvalho
Manuel Paulo de Carvalho da Costa, né le 15 mai 1947 à Lisbonne, est un auteur-compositeur-interprète portugais.

## Biographie
Membre fondateur ou invité de nombreux groupes portugais des années 1960, comme Fluido, Banda 4 et Thilo's Combo, il est l'un des cofondateurs de The Sheiks, en 1965, pour lequel il chante et joue de la batterie. Après la dissolution du groupe, il se tourne vers le fado contemporain et entame une carrière solo.
En 1974, il est le représentant du Portugal au Concours de l'Eurovision avec la chanson E depois do adeus (musique de José Calvário, paroles de José Niza). Malgré son échec lors du concours, cette chanson devient un symbole de la Révolution des œillets, qui se déroule la même année. 
En 2009, il est décoré de l'Ordre de la liberté par Cavaco Silva, le président portugais.

## Discographie
- Paulo de Carvalho (1969)
- Eu (1971)
- Não de Costas, Mas de Frente (1975)
- MPCC (1976)
- Paulo de Carvalho (1977)
- Volume 1 (1978)
- Cantar de Amigos (1979)
- Até me Deva Jeito (1980)
- Cabra Cega (1981)
- Desculpem Qualquer Coisinha (1985)
- Homem Portugues (1986)
- Terras da Lua Cheia (1987)
- Gostar de Ti (1991)
- Alma (1994)
- 33 Vivo (1995)
- Fados Meus (1996)
- Mátria (1999)
- Antologia (2002)
- Cores do Fado (2004)
- Vida (2006)
- Do Amor (2008)
- Vivo: 50 Anos de Carreira (2011)
- Duetos de Lisboa (2012)
- Duetos (2017)